# Jouleovo teplo
Jouleovo teplo je teplo, které vzniká ve vodiči průchodem elektrického proudu. Joule tento jev zkoumal kolem roku 1840.
Zahřívání vodiče lze vysvětlit předáváním části kinetické energie částic způsobujících elektrický proud (nejčastěji elektronů) částicím, které se elektrického proudu neúčastní (nejčastěji kladné ionty v pevných pozicích). Tím se zvyšuje tepelný pohyb těchto částic – vodič se zahřívá.
Velikost Jouleova tepla Q vznikajícího ve vodiči, jímž prochází elektrický proud po dobu t a na jehož koncích je napětí U, se vypočte:
{\displaystyle Q=U\cdot I\cdot t}
Je-li znám odpor R vodiče, pak lze Jouleovo teplo vypočítat též takto:
{\displaystyle Q=R\cdot I^{2}\cdot t}
Tento vztah se také nazývá Jouleův zákon, případně Lenzův–Jouleův zákon,
nebo
{\displaystyle Q={\frac {U^{2}}{R}}\cdot t}
Hlavní jednotkou Jouleova tepla je joule.
Jouleovo teplo se využívá v tepelných elektrických spotřebičích, jinde je spíše na škodu, protože způsobuje jednak ztrátu elektrické energie, jednak možné tepelné poškození elektrických spotřebičů.